# Katholieke Kerk van Chinese Martelaren
De Katholieke Kerk van de Chinese Martelaren is een rooms-katholieke migrantenkerk in Markham, Ontario, Canada.
De kerk is vooral gericht op Chinese Canadezen. De kerk is gewijd aan de honderdtwintig Chinese martelaren. Deze kerk is een van de vier Chinese katholieke kerken van het grootstedelijke gebied Toronto. De parochie is onderdeel van de kerkprovincie Toronto.
De kerk wordt geleid door pastoor Andrew Deng. De geassocieerde pastoors zijn Joseph Ly, Dominic Hoang en Lizu Gan. Verder heeft de kerk drie nonnen: Maria Fok, Scholastica Lee en Joanna Li.